# Elburzia
Elburzia é um género botânico pertencente à família Brassicaceae.